# Josef Odložil

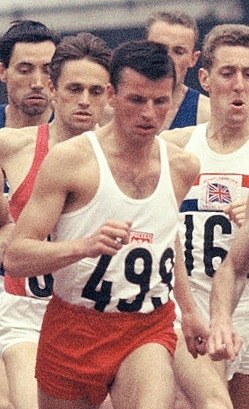
Josef Odložil, rotes Trikot, links hinter dem Polen Witold Baran (Nr. 499), bei den 1500 Meter der Männer der Olympischen Spiele 1964 in Tokio

Josef Odložil (* 11. November 1938 in Otrokovice; † 10. September 1993 in Domašov) war ein tschechoslowakischer Leichtathlet, der in den 1960er Jahren als Mittelstreckenläufer erfolgreich war. Er nahm an zwei Olympischen Spielen teil und gewann eine Silbermedaille.

## Leben
Josef Odložil verbrachte seine Kindheit in Bělá pod Pradědem. Den acht Kilometer weiten Weg zur Schule legte er zu Fuß – laufend – zurück. Mit der Leichtathletik begann er jedoch erst im Alter von 18 Jahren. Er trat zunächst dem Verein „Slován“ in Olmütz bei. Sein Trainer war Jaroslav Slavíček. Als er zwecks Ableistung seines Grundwehrdiensts nach Košice übersiedelte, wurde er Mitglied des dortigen Vereins „Slávia“. Sein neuer Trainer für die kommenden zwei Jahre wurde Jan Liška, unter dessen Obhut er sämtliche Strecken zwischen 400 und 2000 Meter lief. 1961 bis 1968 startete er unter Aleksandr Zvolenský und Aleš Poděbrad für die Prager Vereine Dukla und Sparta. Nach Beendigung seiner aktiven Laufbahn im Jahr 1969 wurde er Trainer bei Sparta Prag.
Im Jahr 1977 promovierte er an der Karls-Universität in Prag. Das Thema seiner Dissertation lautet: „Das Training von Spitzenläufern über 800 m“. Von 1979 bis 1981 arbeitete er am Institutio Nationale Del Deporte in Mexiko. Von 1992 bis 1993 befehligte er ein Friedenscorps im Irak. Er hatte Ende der 1960er Jahre aus politischen Gründen die Streitkräfte verlassen müssen, war jedoch nach der Wende rehabilitiert worden.
Aus seiner ersten Ehe mit der Turnolympiasiegerin Věra Čáslavská, die er 1968 während der Olympischen Spiele in Mexiko-Stadt geheiratet hatte, ging ein Sohn, Martin, hervor. Mit seiner zweiten Frau Eva hatte er zwei weitere Kinder, Tochter Andrea und Sohn Honza.
1993 kam es in einem Restaurant in Domašov zu einer heftigen Auseinandersetzung zwischen Josef Odlozil und seinem Sohn Martin, in deren Verlauf Martin seinen Vater zurückstieß, der daraufhin mit dem Kopf auf der Thekenkante aufschlug und durch die erlittenen Verletzungen nach einmonatigem Koma starb. Über Ursache und Verlauf der tödlichen Auseinandersetzung zwischen Vater und Sohn gibt es unterschiedliche Darstellungen. Odložil wurde auf dem Kostel svatého Jana Křtitele (deutsch Friedhof an der Kirche Johannes der Täufer) im Ortsteil Domašov der Stadt Bělá pod Pradědem beigesetzt. Martin Odložil wurde zu einer vierjährigen Haftstrafe verurteilt. Später wurde er von Staatspräsident Václav Havel begnadigt.
Seit 1994 findet in Prag alljährlich das Leichtathletikmeeting Josef-Odložil-Memorial statt, zunächst bis 2001 im Stadion Evžena Rošického und seitdem im Stadion Juliska.
Anlässlich seines 10. Todestages veröffentlichte seine Schwester Miloslava Ševčíková eine Biografie mit dem Titel Prostě zabil jsem svého otce (deutsch „Ich habe einfach meinen Vater erschlagen“).

## Leistungen

### Olympische Spiele
- 1964 in Tokio: Silber über 1500 m in 3:39,6 min vor dem zeitgleichen Neuseeländer John Davies und hinter dem siegreichen Peter Snell, ebenfalls Neuseeland, in 3:38,1 min
- 1968 in Mexiko-Stadt: Achter über 1500 m in 3:48,6 min

### Europameisterschaften
Bei Europameisterschaften hatte Josef Odložil wenig Erfolg. 1962 in Belgrad, bei seinem ersten internationalen Wettkampf, gelangte er mit 1:51,0 min über 800 Meter nur bis ins Halbfinale, und 1966 in Budapest schied er über 1500 Meter mit 3:42,1 min bereits im Vorlauf aus.
Bei den Europäischen Hallenspielen 1967 in Prag gewann er über 1500 Meter Silber in 3:49,6 min.

### Rekorde
- Weltrekord über 2000 m in 5:01,2 min, erzielt am 8. September 1965 in Stará Boleslav
- Landesrekorde:
1000 m: 2:18,6 min am 15. September 1965 in Stará Boleslav
1500 m: 3:37,6 min am 13. August 1966 in Prag
1 Meile: 3:56,4 min am 17. November 1964 in Auckland; 3:55,6 min am 30. August 1965 in London
2000 m: im Jahr 1965 4 Mal verbessert, zuletzt auf die Weltrekordzeit von 5:01,2 min

### Tschechoslowakische Meisterschaften
- 800 m: 1960, 1962 und 1963
- 1500 m: 1964 bis 1967